# Nus de moliner

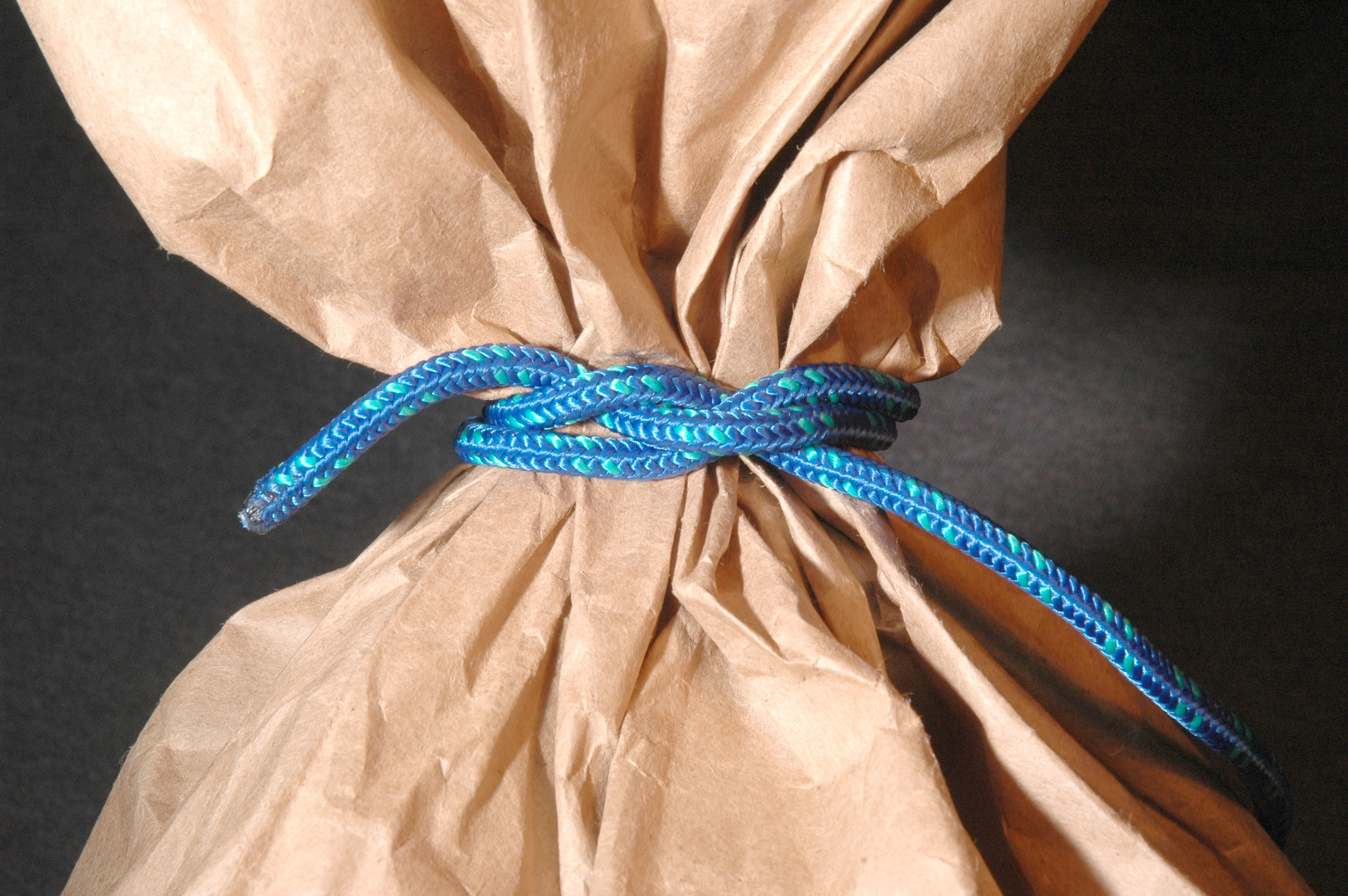
Nus de moliner en una bossa de paper.

Un nus de moliner nus de sac o nus de borsa és un nus de fer lligams utilitzat per tancar fermament l'obertura d'un sac o bossa. Històricament, els sacs grans contenien gra, d'aquí ve l'associació d'aquests nusos amb el comerç del moliner. Diversos nusos són coneguts indistintament per aquests nom.
Diversos nusos diferents han estat coneguts històricament com a nusos de moliner. Per evitar ambigüitats, aquests nusos estan indicats per números de referència en The Ashley Book of Knots. Tots aquests nusos poden ser fets en una forma lliscar completant amb un plec final amb un llaç en lloc d'un final.

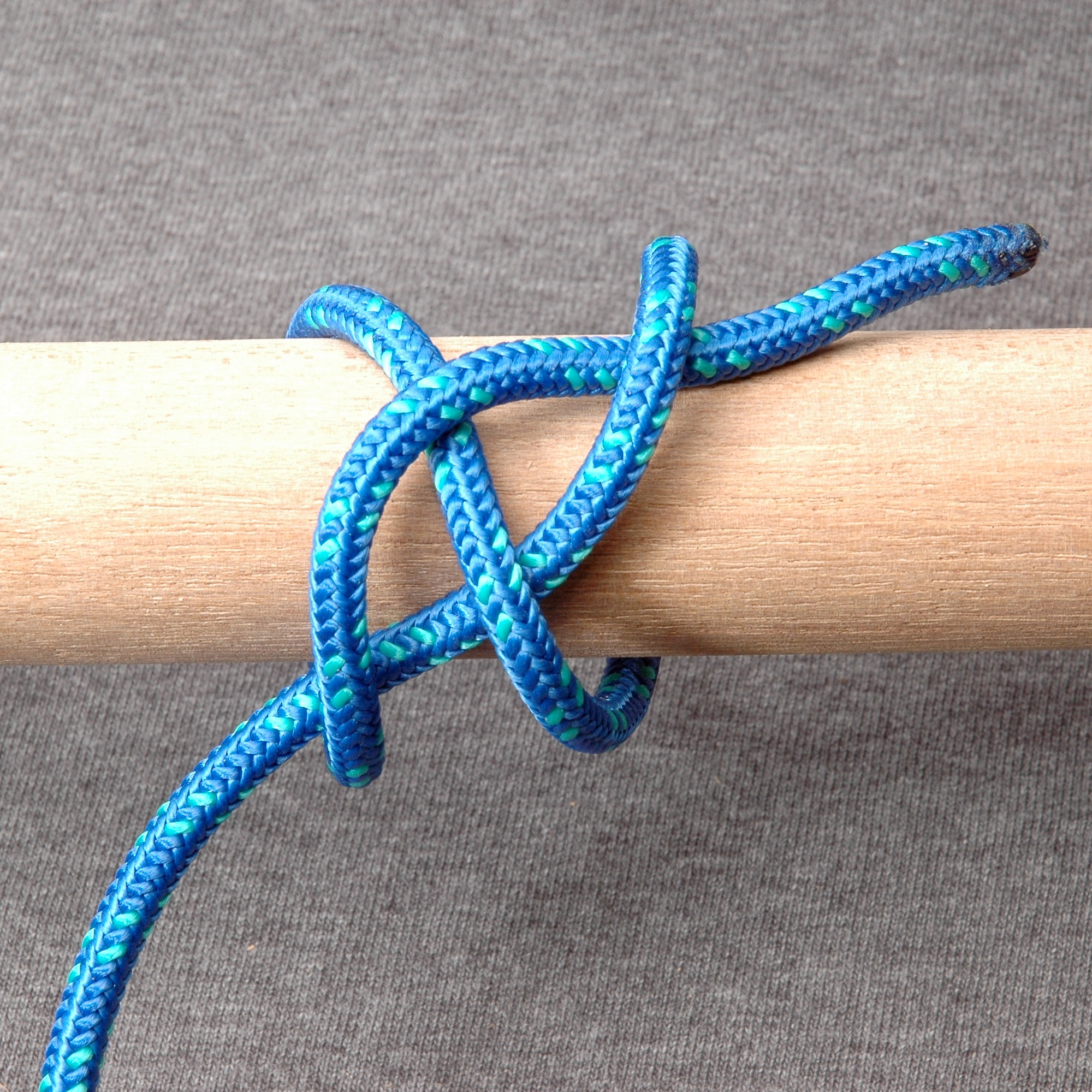
Número 1241
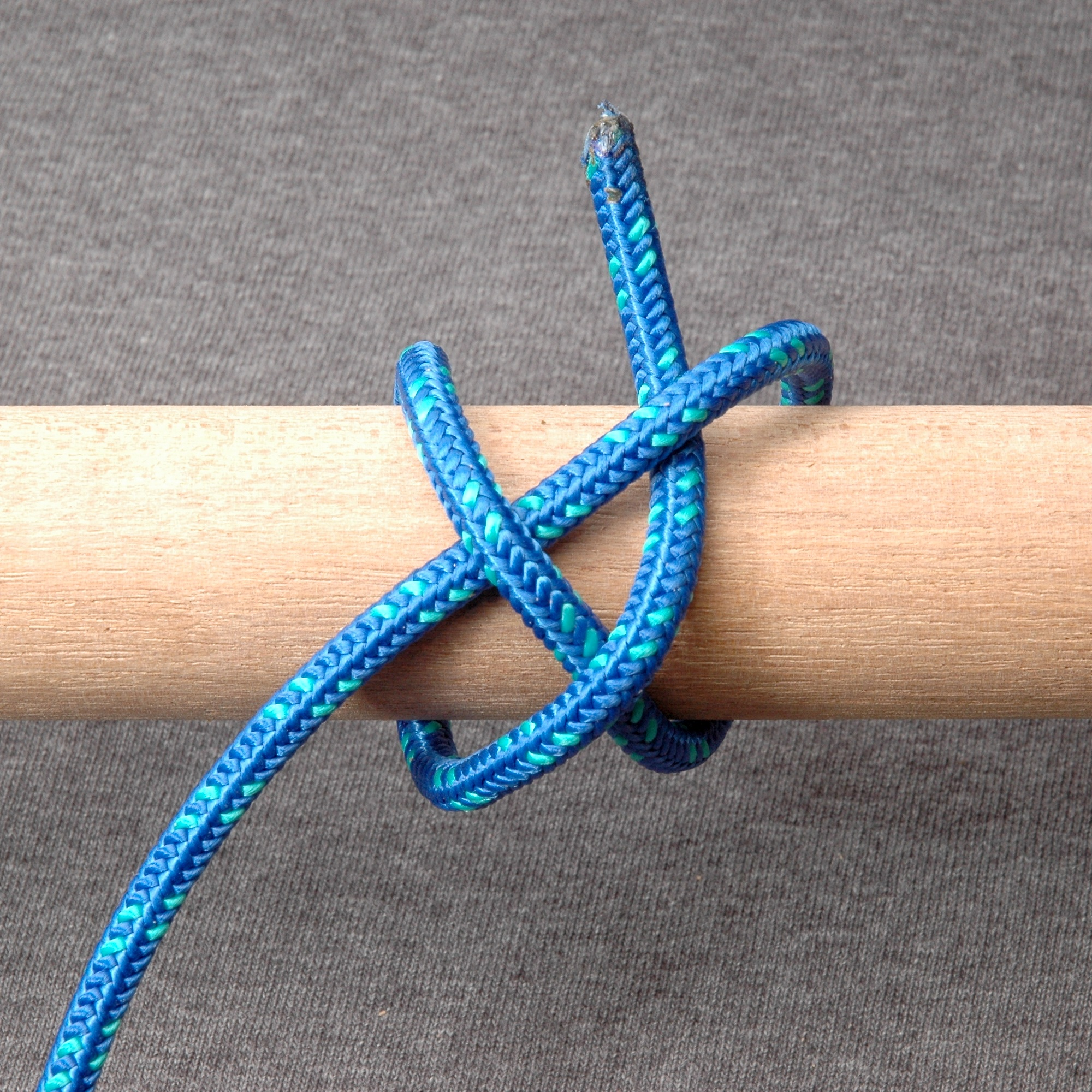
Número 1242
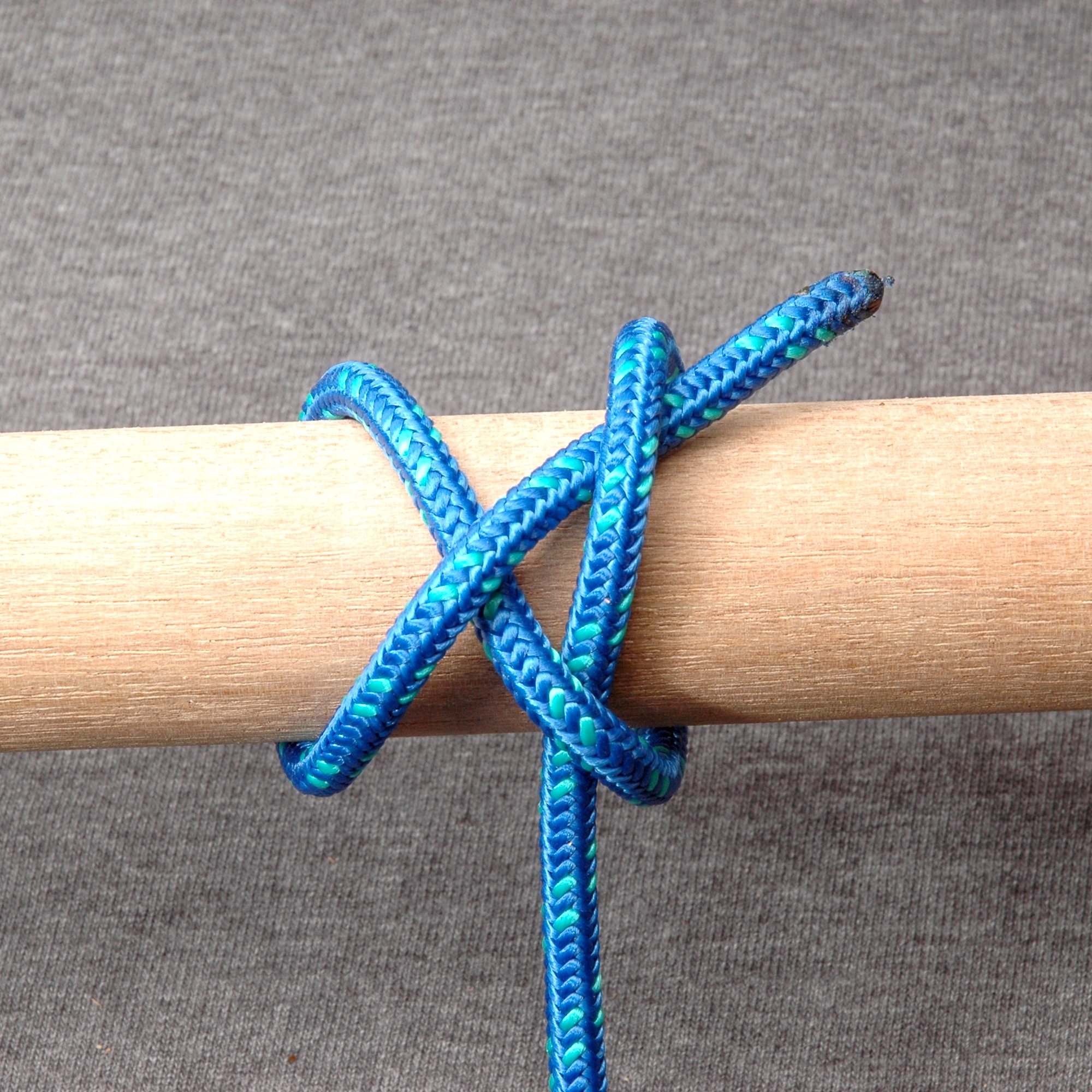
Número 1243
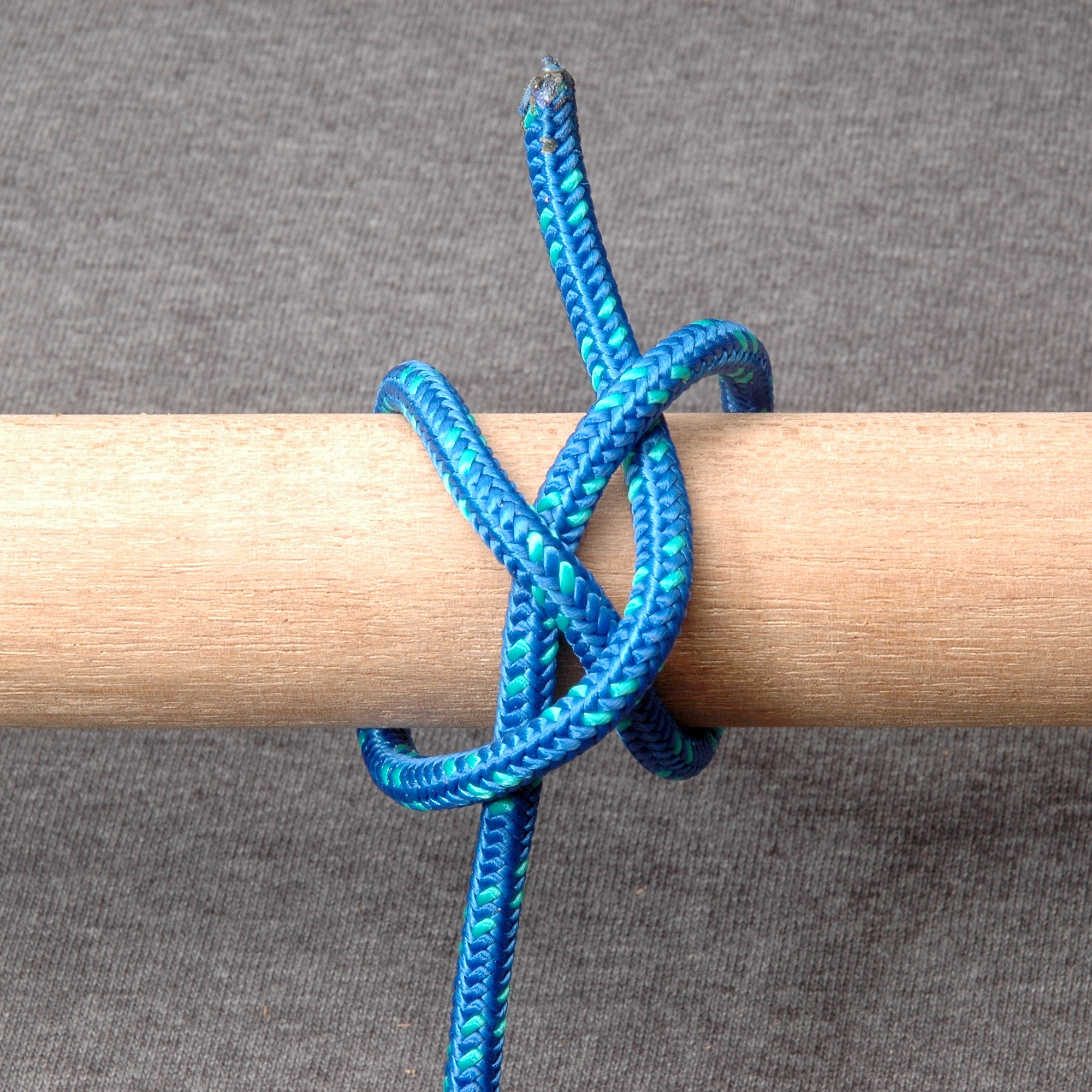
Número 1244